# Wanilla
Wanilla är en ort i Australien. Den ligger i regionen Lower Eyre Peninsula och delstaten South Australia, omkring 270 kilometer väster om delstatshuvudstaden Adelaide. Antalet invånare är 258.
Trakten runt Wanilla är nära nog obefolkad, med mindre än två invånare per kvadratkilometer.. Närmaste större samhälle är Wangary, omkring 19 kilometer väster om Wanilla.
Trakten runt Wanilla består till största delen av jordbruksmark. Genomsnittlig årsnederbörd är 585 millimeter. Den regnigaste månaden är juni, med i genomsnitt 126 mm nederbörd, och den torraste är januari, med 16 mm nederbörd.